# 加夫列尔·罗西略
加夫列尔·亚历杭德罗·罗西略·金德兰（西班牙語：Gabriel Alejandro Rosillo Kindelán，1999年1月4日—），古巴男子摔跤运动员，2023年世界摔跤锦标赛男子古典式97公斤级金牌得主、2024年夏季奥林匹克运动会男子古典式97公斤级铜牌得主。